# Aeroportul São Jorge
Aeroportul São Jorge (IATA: SJZ, ICAO: LPSJ) este un aeroport din Azore, Portugalia ce deservește zona Velas⁠(d). Aeroportul a fost tranzitat în decembrie 2022 de 5.691 de pasageri.
Situat la o altitudine de 102 m, aeroportul dispune de o singură pistă. Este operat de ANA – Aeroportos de Portugal⁠(d).